# Tintinnabularia
Tintinnabularia je biljni rod iz porodice zimzelenovki raširen po Srednjoj Americi i južnom Meksiku. Postoji 3 priznatih vrsta (penjačice).
Rod je opisan u Annals of the Missouri Botanical Garden 23(2): 387–388. 1936

## Vrste
1. Tintinnabularia gratissima J.F.Morales
2. Tintinnabularia mortonii Woodson
3. Tintinnabularia murallensis J.K.Williams